# Długi Kąt (Lublin)
Długi Kąt is een plaats in het Poolse district  Biłgorajski, woiwodschap Lublin. De plaats maakt deel uit van de gemeente Józefów en telt 497 inwoners.